# Sylvie Féron
Sylvie Féron (Brussel, 1898 - Brussel, 1984), ook Sylvie Baucher-Féron genaamd, was een Belgisch meubel- en interieurontwerper.

## Biografie
Rond 1920 studeerde Féron decoratieve kunsten in Parijs. Haar werk werd verschillende keren bekroond. Tijdens haar werk in het atelier d’Art “Pomone” van het warenhuis Bon Marché, ontmoette ze haar toekomstige echtgenoot René Baucher in 1927. In 1929 werd hun zoon, architect Lucien Jacques Baucher geboren.
Féron en Baucher openden samen een ontwerpbureau voor meubelen en interieur in Parijs. In 1941 richten ze ook een winkel voor interieurdecoratie op in Brussel met de naam Baucher-Féron. Ze zette zo een traditie voort. De overgrootvader van Féron  was medeoprichter van de decoratie en meubelwinkel Établissements Vanderborght, (Brussel 1880). Féron ontwierp onder meer de glas-in-loodramen voor de synagoge van het Hospice de vieillards Israélites in Sint-Gillis. Samen met haar man voerden ze ook volledige inrichtingen uit voor de Nationale Bank  en de familie Boël.

## Baucher-Féron
Baucher-Féron was een van de eerste interieuradviesbureaus en decoratiewinkels in België. Het was gelegen aan de Louizalaan te Brussel. Ze verkochten op maat gemaakte meubels alsook merken zoals Herman Miller, Arflex, Tecno en  Cassina  die destijds bijna onbekend waren in België. De winkel verkocht in de beginperiode enkel eigen ontwerpen. Later, na de Tweede Wereldoorlog, specialiseerde ze zich in meer internationale producties en ondersteunde ze jonge ontwerpers. In de winkel werden verschillende tentoonstellingen van kunst, meubels en gravures georganiseerd.